# Nordiska listan
Nordiska listan (även: Nordenlistan eller nordiska börslistan) är en gemensam nordisk börslista för börserna i Stockholm, Helsingfors och Köpenhamn. Listan, som har cirka 600 bolag noterade, etablerades 2006 av nämnda börsers ägare OMX AB för att Norden skall ses som en gemensam marknad. Samtidigt etablerades Nordiska Börsen. Eftersom nordiska listan presenterar bolagen i segment baserade på marknadsvärde och i sektorer i branschtillhörighet försvann Stockholmsbörsens A- och O-listor.

## Indelning efter storlek
I listan presenteras bolagen i de tre segmenten Large Cap, Mid Cap och Small Cap (cap av engelska market capitalization 'börsvärde'). I Large Cap, så kallade storbolagslistan, presenteras de nordiska bolag som har ett börsvärde över 1 miljard euro. Här finns bolag som Ericsson,  Electrolux, Hennes & Mauritz och Volvo. De bolag som har ett börsvärde mellan 150 miljoner euro och 1 miljard euro presenteras i Mid Cap, listan över medelstora bolag. Bolag med ett börsvärde understigande 150 miljoner euro presenteras i Small Cap, småbolagslistan.

## Indelning efter bransch
För att bland annat göra det lättare att följa utvecklingen av bolag inom en viss bransch presenteras, inom varje segment, bolagen i olika sektorer efter branschtillhörighet. Sektorerna är bland annat energi, dagligvaror, hälsovård, finans och fastighet, informationsteknik, telekomoperatörer och kraftförsörjning. Sektorsindelningen följer den internationella standarden GICS (Global Industry Classification Standard), som används som klassificeringsinstrument på börser över hela världen.